# Museu da Sociedade de Geografia
O  Museu Etnográfico da Sociedade de Geografia de Lisboa  está localizado no edifício da Sociedade de Geografia de Lisboa na Rua Portas de Santo Antão, 100. O museu abriga uma variada colecção etnográfica oriunda das antigas colónias portuguêsas.
Há máscaras de circuncisão, instrumentos musicais e lanças da Guiné-Bissau. De Angola podem ver-se apoios para toucados e o Padrão original erguido pelos portugueses em 1482 para assinalar a sua soberania sobre o território. A maior parte das peças encontra-se ao longo da esplêndida Sala de Portugal, também usada para conferências.
As visitas são por marcação.